# (35153) 1993 FU52
1993 FU52 (asteroide 35153) é um asteroide da cintura principal. Possui uma excentricidade de 0.09068470 e uma inclinação de 4.84079º.
Este asteroide foi descoberto no dia 17 de março de 1993 por UESAC em La Silla.